# Vriesea jonesiana
Vriesea jonesiana là một loài thuộc chi Vriesea. Đây là loài đặc hữu của Brasil.